# Кароль Беднарський
Кароль (Ка́рло) Бедна́рський (4 листопада 1848, Львів — 23 квітня 1911, там само) — фахівець друкарської справи, поліграфіст, багаторічний директор Друкарні НТШ у Львові.

## Життєпис
Народився 1848 року у місті Львів, де й здобув початкову і частково середню освіту. 1866-го захопився технічними науками — ними цікавився ще з юнацьких років, згодом «вступив на науку друкарської штуки». Працював у друкарні Ставропігійського інституту з 2 серпня 1866 по січень 1871 року. Про це свідчать згадки про писану «язичієм» брошуру Б. Дідицького — складав, працюючи друкарем.
У лютому—грудні 1871 навчався в «державній друкарні» у Відні. Через рік розпочав у Львові роботу в поліграфічній фірмі Ґромана й Добрянського. Протягом 1872—1878 працював друкарем-складачем, також виконував різні поточні роботи, застосовуючи новинки друкарського мистецтва, набуті у Відні.
Після смерті Франца Сарницького (тодішнього «управителя» друкарні Товариства ім. Шевченка), був запрошений на цю посаду. Згодом виявилося, йому були близькі ідеї НТШ і його завдання. Зблизився з народовцями і керівниками, які очолювали Товариство, підтримував із ними зв'язки і не лише виробничі.
Він спеціально не досліджував книговидавничої справи України; упродовж життя був організатором і практиком друкарства у Львові.
З його приходом в НТШ змінилися характер і масштаби праці друкарні. Оснастив друкарню новим обладнанням, інсталював нові машини. У відозві, складеній в липні 1881 року і підписаній «Друкарня Товариства ім. Шевченка», мовиться: «Забезпечена „швидкими“ і ручними машинами, як також дуже великим вибором руських, польських, німецьких і грецьких черенок, друкарні під силу виконувати різні друки: сама вона друкує усіма мовами праці, плакати, таблиці, господарські та купецькі книги, цінники, конта, бухгалтерійні бланки, рахунки, переліки потрав (стравопис), каталоги, залізничні польсько-німецькі товарні листи з фірмою або без неї і взагалі все, що лиш належить до сфери друкарського мистецтва». А в 1893—1894 роках Товариство закупило дві нові машини, у 1901 і 1907 — іще по одній. Під його орудою у друкарні працювало від 32 до 41 особи (до палітурні не мав стосунку).
Широко провадив у Товаристві друкарську справу. Друкарня виконувала значну частину робіт на замовлення. З 1892 «під зарядом К. Беднарського» вийшло понад 600 багатосторінкових наукових книжок різних назв і форматів, що їх підготували секції і комісії Товариства. Найважливіші такі серійні видання:
- «Записки НТШ»,
- «Збірник Історично-філософічної секції»,
- «Збірник Філологічної секції»,
- «Збірник Математично-природописно-лікарської секції»,
- «Етнографічний збірник»,
- «Жерела до історії України-Руси»,
- «Лікарський Вістник»,
- «Матеріяли до українсько-руської етнольоґії»,
- «Матеріяли до української бібліографії»,
- «Пам'ятки українсько-руської мови і літератури»,
- «Правнича бібліотека»,
- «Студії з поля суспільних наук і статистики»,
- «Українська історична бібліотека»,
- «Українсько-руська бібліотека»,
- «Українсько-руський архів»,
- «Хроніка НТШ» (українською й окремо німецькою мовами);
- «Часопись правнича»,
- «Часопись правнича і економічна» та інші.

Більша частина серійних видань мала тираж понад 200 відбитків. З'являлися і книжки наукових видань, наприклад: Кость Левицький «Німецько-руський словар висловів правничих і адміністративних» (1893), «Збірник актів до історії суспільно-господарських відносин Західної України» (1899).
Друкарня випускала і підручники, як то:
- Іван Верхратський «Соматольоґія» (1897),
- Володимир Левицький «Фізика для висших кляс» (1898);

літературні часописи, як
- «Правда» (1878 і надалі);
- «Зоря» (1885—1897),
- «Літературно-науковий вістник» (1898—1906), твори Івана Котляревського, Тараса Шевченка, Юрія Федьковича; багато інших художніх видань, підготованих на замовлення Руського педагогічного товариства, «Просвіти», зокрема, у серії «Українсько-руська видавнича спілка». Здійснювалося друкування шкільних підручників підручники тисячними накладами.

Друкував велику кількість «дрібної» продукції, виконував акциденсові замовлення: відозви і звернення, оголошення й афіші, рекламні друки, фірмові бланки, програми, запрошення, календарі та інша продукція. Друкована продукція сприяла створенню доброго імені Товариства серед наукової громади України і світу.
Книжки НТШ до 1914 року потрапляли у 196 країн світу.
Контактував із багатьма відомими науковцями, громадсько-культурними діячами України і закордону. Багато знаних діячів видавало свої твори у друкарні Товариства. Чимало, відвідуючи НТШ у різних справах, заходило у друкарню і «кабінет» директора. Підтримував постійні і тісні контакти з Виділом (президією) НТШ, головами Товариства О. Барвінським, а з 1897 року — Михайлом Грушевським. Наближеними до Беднарського були В. Гнатюк, І. Франко та інші.
1904 року був заанґажований у «справі будови дому академічного». Між ним та Іваном Франком склалися виняткові відносини — Беднарський не лише сприяв у публікаціях, а й часто був його посередником — навіть у суто особистих питаннях.
З Михайлом Грушевським безпосередньо співпрацювали протягом 16 років (1895—1911).

Постійно ознайомлювався з німецькою, чеською, польською та іншою науковою і художньою літературою, що надходила в НТШ та бібліотеки Львова. Проявив неабиякі здібності поціновувача і критика всього того, що писалося і надходило до друкарні. Автори давали право висловлювати свої зауваження. Міг незважаючи на авторитети звернути увагу авторам на недоопрацювання поданих до друку праць. В одному з листів до О. Барвінського вказував на погану якість переданого ним для друку «скрипту», а в іншому зауважує: «Всередині між обома паґінаціями, мині здаєсь, щось бракує. Бо не пристає [за змістом] одно до другого». М. Мочульський про написання І. Франком «на замовлення» Беднарського вступу до поеми «Мойсей» згадував: 
|  | „Випадковим способом [...] я був з поетом у друкарні саме тоді, коли скінчився друк „Мойсея“. Зажурений управитель друкарні К. Беднарський показав поетові, що на початку надрукованої поеми лишається кілька незадрукованих сторінок, і радив написати переднє слово. Поет подивився на білі сторінки і сказав спокійно: „Добре, добре, я щось напишу і принесу“. І на другий день приніс відомий пролог“ |

Зауваги, які висловлював, ніхто йому не брав за зле — бо були певні, що це він робив лише для поліпшення якости праць і престижу Товариства.
Помер 23 квітня 1911 року у Львові. Похований на Личаківському цвинтарі, могила не збереглася.